# David Frankfurter
David Frankfurter (Daruvar, Áustria-Hungria atual Croácia, 9 de julho de 1909 — Tel Aviv, 19 de julho de 1982) foi um estudante de Medicina judeu em Berna e tornou-se conhecido por ter assassinado o líder nazista suíço Wilhelm Gustloff, em 1936.

## Vida
Nascido em Daruvar, então Império Austro-Húngaro, atual Croácia, Frankfurter era filho do rabino da cidade, Moshe (Moritz) Frankfurter, e de Rebekka (que tinha como nome de solteira Pagel). Após completar sua educação básica, iniciou os estudos de medicina, para os quais viajou a Viena, Leipzig e Frankfurt. A ascensão do poder nazista na Alemanha forçou-o a mudar-se para a Suíça, para continuar seus estudos, e ele se instalou em Berna em 1934.
Convencido da ameaça de perigo dos nazistas, Frankfurter pôs-se a observar Gustloff, chefe da Divisão Estrangeira do partido nazista da Suíça (NSDAP), que havia ordenado a publicação de Os Protocolos dos Sábios de Sião na Suíça. Isso culminou no assassinato, ocorrido em Davos, em 4 de fevereiro de 1936. Frankfurter foi julgado por assassinato em Chur, em 9 de dezembro daquele mesmo ano.
Embora o assassinato não tenha sido recebido desfavoravelmente pela população majoritariamente anti-nazista do país, o governo suíço procedeu de maneira rigorosa no caso, devido às preocupações com a neutralidade do país. Frankfurter foi acusado pela morte e condenado a dezoito anos de prisão.
Em 27 de fevereiro de 1945, ao final da Segunda Guerra Mundial, Frankfurter pediu o perdão do seu crime, que foi concedido em 1 de junho, com a condição de que ele deixasse o país e pagasse os custos jurídicos e de restituição. Depois de sua libertação, ele viajou a Tel Aviv, Israel, onde se instalou e serviu no Ministério da Defesa.
Frankfurter publicou suas memórias em 1950. O governo suíço retirou a ordem de exílio em setembro de 1969.

## Outras leituras
- Romance de Günter Grass, no qual Frankfurter desempenha um papel simbólico importante: Passo de Caranguejo, publicado em português em 2002, ISBN 85-209-1305-9.